# مرگ و مراسم تدفین در ایران باستان

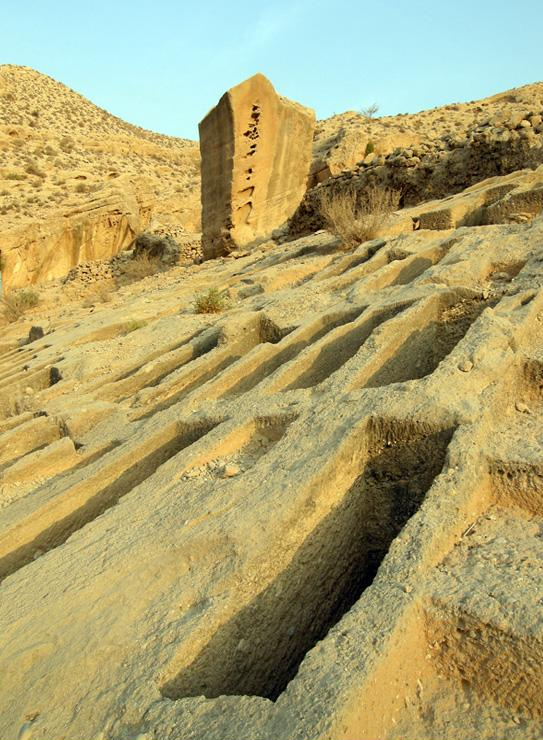
دخمه در بندر سیراف

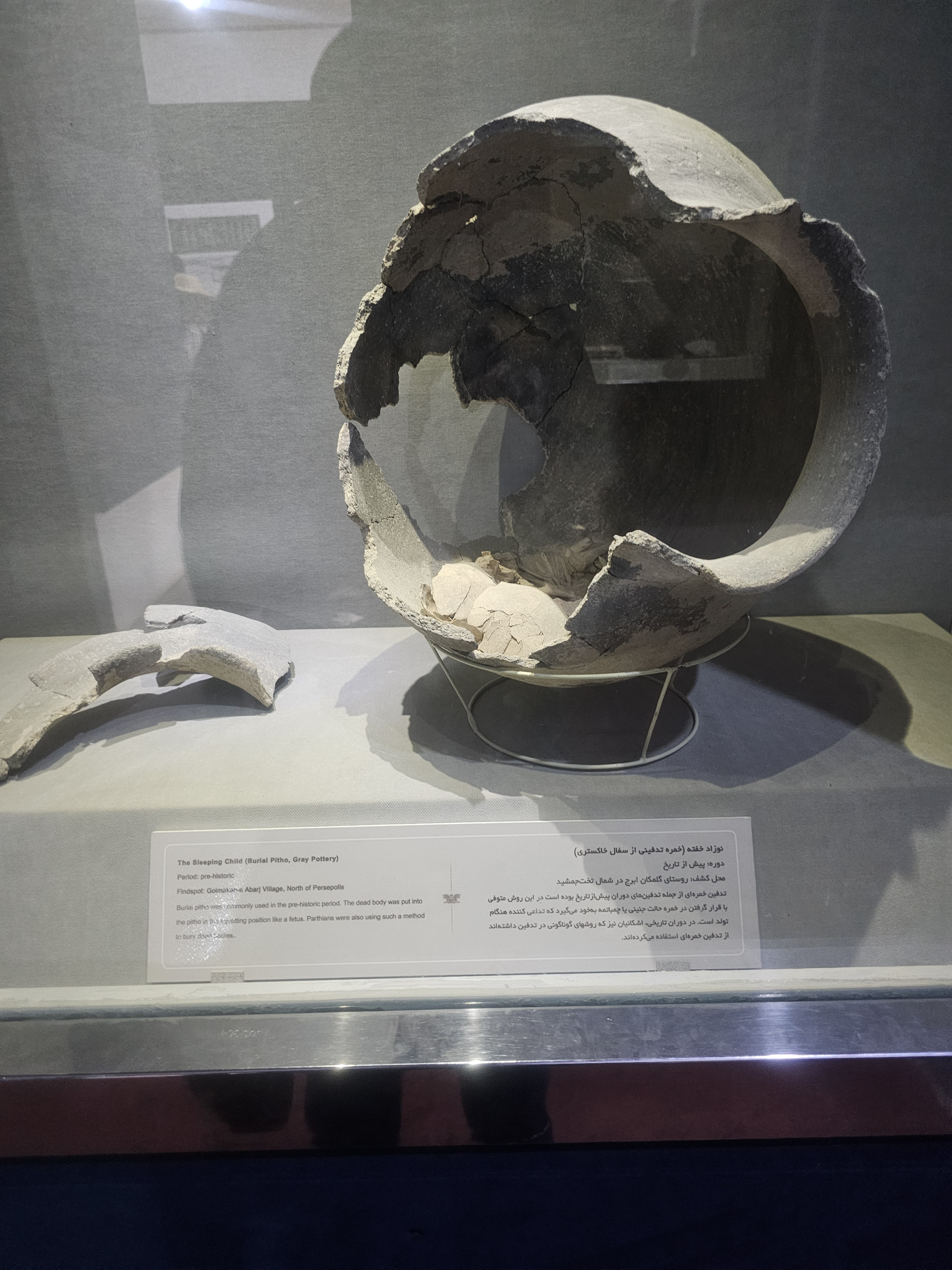
نوزاد خفته (تدفین خمره‌ای) در موزه تخت جمشید

مرگ و مراسم تدفین در ایران باستان به آثار به‌جای مانده، آئین‌ها و عقاید مردم ساکن فلات ایران در ارتباط با مرگ و مردگان می‌پردازد. ایرانیان در دوره‌های باستان گاه جسد را با موم می‌پوشاندند و آن‌گاه آن را دفن می‌کردند چنان‌که در جنوب ایران متداول بود. گاه جسد را می‌سوزاندند و این عمل به دلیل فراوانی چوب و وجود جنگل بیشتر در جنوب دریای مازندران و دیگر مناطق پرجنگل انجام می‌شد. گاهی نیز اجساد را در دخمه‌هایی می‌گذاردند تا طعمهٔ لاشخورها شوند. گاه نیز اموات را در تابوت‌ها یا کوزه‌های سفالین دفن می‌کردند. پس از فراگیری دین زرتشت و هنگامی که این دین به صورت دین رسمی ایرانیان درآمد، سوزاندن، غرق کردن و به خاک سپردن جسد گناه بزرگی شمرده شد. در آیین زرتشت آتش و آب و خاک مقدس هستند. اگر جسد را مدفون کنند خاک را آلوده ساخته‌اند و اگر در آب غرق کنند آب را ناپاک نموده‌اند و اگر در آتش بسوزانند با آلوده ساختن این فروغ آسمانی بزرگ‌ترین معاصی صورت گرفته‌است. به عقیدهٔ پیروان مزدیسنا باید جسد را در دسترس مرغان و جانوران لاشه‌خور قرار داد یا بالای برج‌های خاموشی در معرض نابودی گذاشت.

## روش‌های دفن قبل از رواج دین مزدیسنا

### سوزاندن مردگان
در اوستا از سوزاندن مردگان یاد شده و آن را گناهی بزرگ دانسته‌اند و این می‌رساند که در عهد وندیداد یعنی در دوران اشکانی، این رسم هنوز در بین بخش‌هایی از ایران وجود داشته‌است.

#### کول‌تپه
کول‌تپه به جایی گفته می‌شود که تودهٔ بزرگی از خاکستر به صورت طبقه‌طبقه، روی هم انباشته شده و به صورت تپه‌ای مانند درآمده‌باشد. در آذربایجان غربی به ویژه کناره‌های دریاچه ارومیه که مرکز آتشکده‌های ایران بوده‌است، کول‌تپه‌های زیادی برجا مانده‌است. روستائیان از این خاکسترها برای کود دادن بزمین بهره می‌برده‌اند و سالیان دراز است که آن‌ها در کشتزارهای خود استفاده می‌کنند تا موجب باروری زمین گردند، به‌طوری که برخی از این توده‌های خاکستر یا کول‌تپه‌ها اکنون اثری برجا نمانده‌است. این خاکسترها لایه‌لایه‌اند و در میان هر لایه مقداری خاک و گاه اشیاء قدیمی به ویژه کاسه و کوزه و ظروف مختلف پیدا می‌شود.
دربارهٔ علت پیدایش این تپه‌های خاکستر در آذربایجان ایران حدس‌های گوناگونی زده می‌شود. بیشتر دانشمندان برآنند که این تودهٔ خاکستر بازماندهٔ هیزمی است که در آتشکده‌ها می‌سوخته و در طی سده‌ها تلی از خاکستر برپا گشته‌است. اما به سبب اینکه در جاهای دیگر ایران حتی نزدیک به آتشکده‌های بزرگ تپهٔ خاکستر وجود ندارد، برخی دیگر از محققان این نظریه را قبول ندارند. نظریهٔ دیگری که عنوان شده‌است به اینصورت است که شاید علت را در ویژگی آئین مردم این ناحیه باید جستجو کرد. ناحیهٔ اطراف دریاچه ارومیه، نخستین جای فرود آمدن نیاکان مادی بوده‌است که مزداپرست بوده‌اند و در سحرگاه مهاجرت هنوز از آئین زرتشت آگاه نبوده‌اند و شاید هم زرتشت هنوز پا به جهان نگذاشته بوده‌است. مزداپرستان گویا مانند هم‌تباران هندی خود مردگان را در جایگاهی ویژه می‌سوزاندند و این خاکستر فراوان، بازماندهٔ چوب و هیزمی است که جسد را در میان آن به آتش می‌کشیده‌اند و بنابر سنن کهن پس از سوزاندن جسد برای زندگی پس از مرگ شخص درگذشته، در میان خاکسترها ظروف سفالین یا فلزی می‌گذاشته‌اند و روی این تودهٔ خاکستر خاک نرم می‌ریخته‌اند تا هنگامی که شخص دیگری درمی‌گذشته، برای سوزاندن او دوباره بتوانند بر پهنهٔ خاک هیزم قرار بدهند. استخوان‌های سوخته شده را سپس گرد آورده و آن‌ها را در استودان‌های کنار آتشکده می‌ریختند همچنان‌که امروز هنگامی که جسد در دخمه‌ها پوسید و عاری از گوشت و پوست شد، استخوان‌ها را در چاه استودان می‌ریزند.

### خاک‌سپاری
اعتقاد به روح و روان و زندگی پس از مرگ به اشکال گوناگون در سراسر نقاط و مراکز جهان باستان از جمله ایران وجود داشته‌است. بر اساس و مبنای همین اعتقاد در گور مردگان اسباب و لوازم زندگی و خوراک و پوشاک قرار می‌دادند. در ادواری قدیم‌تر بر اساس شغل متوفا ابزار پیشه‌اش را نیز پهلوی دستش قرار می‌دادند. اغلب مردگان را در عمق کمی که گاهی از ۲۰ سانتیمتر نیز تجاوز نمی‌کرد، دفن می‌کردند. شکل اسکلت‌هایی که باقی مانده به شکل خمیده و منحنی است. برخی اوقات مرده را طوری خمیده دفن می‌کردند که تمام اعضای بدنش به جانب شکم کشیده شده باشد.
با پیدایش و کشف فلزات، زینت مردگان با اشیاء طلایی و نقره‌ای و سنگ‌های گران‌بها مرسوم و شایع شد. این رسم خدمت مهمی به فهم هنر و دانستنی‌های دیگر باستان‌شناسان کرده‌است زیرا که تقریباً تمامی جواهراتی که از زمان‌های باستان به دست ما رسیده‌است از مقابر و گورها یافت شده‌است.

### رنگ‌کردن مردگان
در ادوار قدیم جسد مرده را با رنگ قرمزی می‌پوشانیده‌اند که از اکسید آهن به دست می‌آمده و در فلات ایران فراوان بوده‌است. این نظر هم وجود دارد که ممکن است زندگان بدن خود را به دلایلی با همین ترتیب رنگ می‌کردند و چون فوت می‌شدند، اثر این رنگ بر بدنشان باقی می‌مانده‌است. در دوران‌های متأخرتر به‌جای اکسید آهن بر استخوان‌بندی متوفا با رنگی سرخ‌فام، با گِلِ اُخرا نقش‌هایی ایجاد می‌کردند.

### خاک‌سپاری در منازل
رسم دفن مردگان در جاهای مختلف خانه، احتمالاً بنا بر این اندیشه بوده‌است تا با بازماندگان مجالست و مصاحبت داشته باشند چه به بقای روح و زندگی پس از مرگ سخت معتقد بوده‌اند. این رسم تا مدتی دوام داشت و هنوز آن زمانی فرا نرسیده بود تا از مردگان در ترس و هراس افتند.

### پیدایش ترس از مردگان
در بسیار از اقوام و ملل ترس از مردگان وجود داشته‌است و شاید این نشانی از آغاز دوران نیاکان‌پرستی باشد. بازماندگان برای مردگان قربانی می‌کردند، هدیه می‌فرستادند و می‌کوشیدند تا همچون خدایان شر، دلشان را نرم و مهرآمیز نمایند. در برخی نقاط چون مرده‌ای پیدا می‌شد، وی را درون خانه دفن کرده و خود در جایی دور خانه می‌ساختند تا روح متوفا آنان را پیدا نکند یا درهای ورودی و خروج خانه را پس از فوت یک نفر مسدود کرده و از آنجا می‌گریختند تا روح محبوس فرصت تعقیب پیدا نکند. آثار چنین اندیشه‌هایی در دین ایرانی نیز بر جای مانده‌است.
در هرات رسم بر آن جاری بود که چون در خانه‌ای کسی می‌مرد، سرنشینان و خویشان، آن خانه را ترک می‌کردند. در بند نهم از فرگرد دوازدهم وندیداد آمده‌است، «ششمین سرزمین که اهورامزدا آفرید، هرات هَرَئیوَه است، که در آن ترک کردن خانه‌ها به هنگام مرگ رواج دارد. آفتی که اهریمن پرمرگ در این سرزمین آفرید، سرشک (سرسکه) و شیون و زاری (دری‌ویکه) بود.»

### دفن مردگان در قبایل پارس
چنین به نظر می‌رسد که به خاک سپردن مردگان یک آئین پارسی بوده که بعدها به تدریج متروک شده‌است. سندی بسیار جالب در این مورد از برده‌ای ایرانی به نام اوفراتس (Eufhrates) به دست آمده‌است. «مرا مسوزان، آتش را از برخورد تن من میالای، من پارسیم، نیاکانم نیز پارسی بودند و گناه آلودن آتش به نزد ما گران‌تر از مرگ است. مرا به خاک بسپار، مولایم، ولی برتنم، آب تطهیر نیفشان چون من آب‌ها را نیز گرامی می‌دارم.»
سیسرو، اسبیوس، هرودوت، و استرابو نقل می‌کنند که مغان زرتشتی جسدها را در برابر سگ‌ها یا لاشخورها قرار می‌دادند. پارسی‌های دوره هخامنشی آن‌ها را مومیایی می‌کردند؛ ولی طبق گفته گزنفون کوروش می‌گوید:
«ای فرزندانم، بدن مرا بعد از مرگم نه در طلا و نه در نقره قرار مدهید، بلکه بلافاصله در زمین بگذارید».
این مطلب نشان می‌دهد که مراسم مربوط به مردگان در مورد هخامنشیان با آنچه در دین زرتشتی رایج می‌باشد، اختلاف داشته‌است. (اگر فرض ما بر گفتهٔ دانشمندان غربی استوار باشد مبنی بر رابطه نقش رستم یا «سلخ» با مقبره‌های هخامنشی) از ملاحظه گور داریوش و خاندان هخامنشی در نقش رستم واضح می‌شود که شاهان هخامنشی قانون منع و جلوگیری از دفن مرده را در سرزمین رعایت نمی‌کرده‌اند. در کتاب اوستا دفن جسد مرده در زمین منع شده‌است، ولی این امر مانع نمی‌شد که استخوان‌های خشک جسد مدفون گردد، یعنی در محلی به نام استودان ریخته شود.

## مراسم در ارتباط با مردگان در دین مزدیسنا

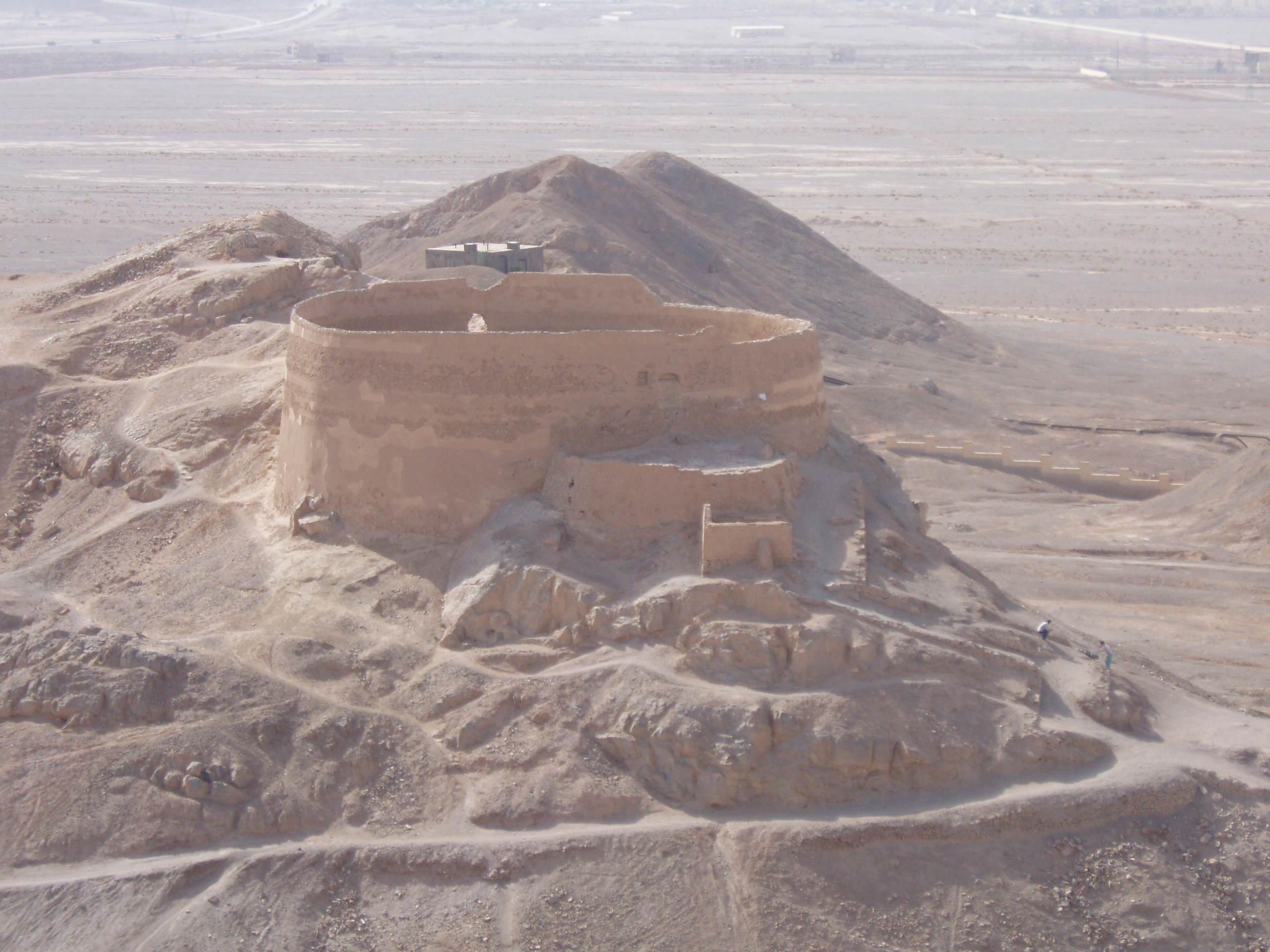
برج خاموشان.

ایران‌ویج زادگاه آریایی‌ها و زرتشتیان سرزمینی سرد و یخبندان و بیشتر ماه‌های سال زمین سرد و سخت و یخی بود. به دلیل عدم جنگل‌ها و کوهستانی بودن، آریایی‌ها مرده‌های خود را روی کوه‌های بلند و قله‌ها می‌گذاشتند تا خوراک کرکس‌ها شده، زودتر از بین بروند و جلوی بروز و شیوع بیماری گرفته شود. اندک اندک برخی از ایرانیان از جمله مادها روی کوه‌ها و مکان‌های دور از اجتماع آدمیان برج‌هایی مشهور به دخمه ساختند که زرتشتیان به آن «دادگاه» و پارسیان «دخمو» می‌گفتند که در منابع انگلیسی ایران‌شناسی، tower of silence ذکر شده و «برج سکوت» ترجمه شده‌است. در وسط دخمه چاهی به نام «سراده» یا «استه‌دان» (استودان:استخوان‌دان) وجود داشت که استخوان مردگان پس از پاک شدن از پوست و گوشت در این چاه ریخته می‌شد.

### دفن مردگان
در آیین زرتشت آتش و آب و خاک مقدس هستند اگر جسد را مدفون کنند خاک را آلوده ساخته‌اند و اگر در آب غرق کنند آب را ناپاک نموده‌اند و اگر در آتش بسوزانند با آلوده ساختن این فروغ آسمانی بزرگ‌ترین گناهان صورت گرفته‌است. به عقیدهٔ پیروان مزدیسنا باید جسد را در دسترس مرغان و جانوران لاشه‌خور قرار داد یا بالای برج‌های خاموشی در معرض نابودی گذاشت.

#### دفن با تابوت
استفاده از تابوت در آئین مزدیسنا ممکن است به رعایت آئین آلوده نساختن خاک یا تدفین بقایای اجساد ارتباط داشته‌باشد.

### مراسم و قوانین در ارتباط با مردگان

#### اهمیت وندیداد در بررسی مقررات در ارتباط با مردگان
وندیداد که بخشی از اوستا است، احتمالاً اندکی پیش از میلاد نوشته شده‌است، اما با تمام این احوال بسیاری از جنبه‌های دینی و فرهنگی پیش از تاریخ را در خود نگاه داشته‌است. معنای وندیداد «قانون یا شریعت ضد دیو» است. تا آنجا که مربوط به اوستا می‌شود، تمام دستورها و مقررات به ترتیب امور مردگان در وندیداد آمده‌است. از آنجا که این اثر شامل مواد گوناگون از دوره‌های مختلف است، شگفت‌آور نیست که دست کم از نظر اصطلاحات، اختلافاتی میان بخش‌های آن و همچنین تضادهایی در روش‌های مختلف رویارویی با جسد مرده دیده می‌شود. به گونه‌ای که آشکار است در هنگام تدوین این کتاب، مراسم مربوط به تشییع و بردن مردگان به دخمه یکسان نبوده‌است.

#### کت
طبق وندیداد، زرتشتیان در هر دهکده یا خانه، جایگاه مخصوصی به‌نام «کَتَ»(Kata) برای مردگان داشتند (زنان و مردان و کودکان به‌طور جداگانه) همان‌طور که امروزه نیز در بمبئی در خانه هر پارسی محل پاکیزه و خاصی در جلو خانه برای این کار اختصاص دارد.

#### نجاست مرده
بر اساس آنچه از وندیداد بر می‌آید از همان زمان که نفس و جنبش جسم انسان را ترک می‌کرد، جسد و لاشه عنصری می‌شد سخت نجس و مورد پرهیز. موجب مرگ، دیوی به نام دروخش نسوش دانسته می‌شد که خطرناک‌ترین دیوها بود. این دیو هنگامی که در تن کسی حلول می‌کرد، آن شخص می‌مرد. به همان میزان که این دیو ناپاک و نجس و خطرناک بود، لاشه و مرده نیز نجس و خطرناک محسوب می‌شد. آشکار است که در میان مردم وندیداد ترس و بیمی بسیار از گزندِ مردگان وجود داشته‌است. این مردم بر آن بودند که روح مرده در بالای جسدش همواره در پرواز است تا به هر نحوی شده به بازماندگان خود گزندی وارد کند. هر کس از سه قدمی به مرده‌ای نزدیک‌تر می‌شد، ناپاک شده و لازم بود مراسم دیوزدایی و غسلِ میت درباره‌اش انجام شود، تا پاک گردد.
مسئلهٔ جالب توجه در سه بند آخر فرگرد دوازدهم، نجس نبودن اموات کافران است. از دیدگاه مغان هر که کافر باشد و بر دین آنان باور نداشته باشد، در زمان حیات نجس است و بر اثر تماس مستقیم و غیرمستقیم می‌تواند آفریده‌ها و مخلوقات اهورامزدا را نجس و ناپاک نماید اما دروخش نسوش (دیو نسو) فقط مردگان مغ دینان یا مجوس را آلوده کرده و به مردگان کافران صدمه‌ای نمی‌رساند.

#### منع شیون و زاری
در اوستای بزرگ زمان ساسانی که تدوین شدهٔ مغان بود به موجب کتاب نهم دینکرد در سوتکَرنَسک که نخستین نسک از بیست و یک نسک اوستا بود، در فرگرد یازدهم دربارهٔ عدم شیون و زاری در سوگواری مطالبی وجود داشته‌است. همچنین در گزارش اَرداویراف از جهان پسین، به موجب فصل شانزدهم، رودی سهمگین در دوزخ جاری است که گناهکارانی در آن غوطه‌ور بوده و عذاب می‌بینند و توضیح داده می‌شود که این رود از اشک چشم و بر اثر مویه و شیون و سوگ کسانی به وجود آمده که در پس مردگان خود به سوگواری و گریه پرداخته‌اند و اینک به عذاب در این جایگاه به سر می‌برند. در رسالهٔ مینوی خرد فرگرد ۴۳ بند ۲۹ نیز با نکوهش گریه و سوگواری مواجه می‌شویم. در مجموعهٔ سد در نثر بند ۹۶ نیز همان مطالب سوتکَرنَسک آمده‌است. در جلد اول از روایات داراب هرمزدیار نکوهیدگی و اهریمنی بودن در گریه و مویه و سوگواری ملاحظه می‌شود.

### رسم سگ‌دید
این مراسم که نشان دادن جنازه به سگ است، میراث گذشته روزگاران قدیم ایرانیان قبل از زرتشت است. از دیدگاه زرتشتیان زمانی که جان از بدن خارج می‌شود اگر سگی در کنار پای جسد بسته باشد چون نسوش (دیوی که بر اجساد آدمی دست می‌یابد و آن را پلید می‌سازد) بر وی هجوم برد و چنانچه سگ آن جسد را ببیند، نسوش رانده می‌شود. به احتمال زیاد رسم سگ‌دید که عبارت بود از آوردن سگی بر بالین محتضر یا مرده و نشان دادن جسد به سگ و مالیدن پوزه به آن جسد، از همین عقیده سرچشمه گرفته‌است.
اساس این عقیده بر این بود که سگ که دزد و گرگ و دشمن مادی را می‌راند، قادر به راندن دروج و نسوش پلیدی که از سوی باختر، جایگاه دیوان بر جسد مرده حمله می‌کند، هم هست. سود و خاصیت طبیعی و طبی رسم «سگدید کردن» این است که حیوان مذکور در شناخت مرگ توانا و در مرگ مفاجا و بی‌هوشی قادر به تشخیص مردگان از زندگان است. تا چندی پیش با نهادن قطعه نانی بر سینهٔ جسد و بردن سگ برای برداشتن آن رسم سگدید کردن به ذهن‌ها القا می‌شد.

### ترتیب و نحوهٔ انجام مراسم بر طبق وندیداد

#### مراسم مربوط به محتضر
قبل از فرارسیدن مرگ، موبد بالای سر محتضر حاضر می‌شود و به خواندن ادعیه و اوراد خاص می‌پردازد و از او می‌خواهد که به گناهان خود اعتراف کند و طلب مغفرت نماید. پس از شستن میّت او را با پارچه‌ای کتانی می‌پوشانند و در اطراف او اجتماع کرده و سرود اَشم وُهو (نمازهای اَشم وُهو و یتا آهو در آغاز و انجام بیشتر نیایش‌ها می‌آید) را به زبان پازند در گوشش می‌خوانند. اهمیت این کار در سروش یشت هادخت تأکید شده‌است و گاهی چند قطره هوم مخلوط به آب، در دهان مرده ریخته می‌شود تا سبب آمرزش و جاودانگی او گردد.

#### غسل با گمیز
پس از مرگ، همین که جان از بدن جدا شد بی‌درنگ دُروج نَسو عفریت و دیو نامرئی، به پیکر مگسی همچون پلیدترین خرّفستران از سرزمین‌های اباختر (شمال) می‌آید و برتن مرده می‌تازد، در نتیجه این تازش است که جسد میت ناپاک و فاسد می‌گردد و لمس آن گناه به حساب می‌آید؛ بنابراین افراد ویژه‌ای حق دست زدن به مرده را دارند و اگر فردی غیر از آنان جسد را لمس کند، باید ۹ روز تمام با گمیز (ادرار گاو) غسل کند که این روش بیشتر در هندوستان رواج داشته‌است. در اینجا ثنویت زرتشتی که در ادوار بعد از زرتشت رنگ و بوی خاصی به خود گرفت، به خوبی خود را نشان می‌دهد. این ثنویت با آن که مثل ثنویت‌ها گنوستیکی خیر و شر را به صراحت با روح و ماده منطبق نمی‌کند، باز تمایل به این دعوی را نشان می‌دهد که آنچه تعلق به قلمرو خیر دارد حیات است و مرگ مثل دروج (اهریمن یکی از دیوان ماده) متعلق به قلمرو شر است.
ظاهراً به استناد همین نکته است که پسودن مردگان همچنان که از وندیداد برمی‌آید تطهیر با گُمیز، (ادرار گاو) را الزام می‌کند، چرا که در تعلیم زرتشت تن انسان وقتی که به کلی از حیات خالی باشد در تصرف اهریمن واقع می‌شود و تطهیر که به سبب پسودن آن هست، از اینجاست.

#### حمل جسد
برای حمل هر جسد حتی کودکان، دو نفر نعش‌کش لازم است آنان در حالی که سرود «سروش بَغ» را می‌خوانند، در دستشان پارچه‌ای به نام پیوند دارند و سرود سروش بغ را تا کلمه اَشَه(Asahe) می‌خوانند، سپس سکوت کرده و جسد را به جز صورت می‌پوشانند، با سکوت خود آنان مرده را در حمایت آن دعا قرار می‌دهند. سپس در سه قدمی جسد می‌ایستند و گات‌ها یعنی اَهونَوَیتی را در دو بخش می‌خوانند. بعد نوبت اقوام نزدیک است که آخرین دیدار را با او داشته باشند، سپس آیین سگ‌دید انجام می‌شود. سگ در آیین زرتشت جانور مقدسی است و آزار وی شایسته کیفر است. برای راندن دروج نسو باید یک سگ سفید با گوش‌های زرد نزدیک جسد حاضر نمایند. هنگامی که چشم سگ به جسد مرده افتد، دروج نسو به شکل مگسی به مناطق شمال می‌گریزد. قبل از بیرون بردن جسد از خانه تا رساندن آن به دخمه، این سگ باید به دنبال آن برود. در اتاق مرده (در خانه) آتشی با چوب صندل برافروخته می‌شود. نعش را هر چه زودتر در روز هنگام و اگر شب فوت کرده باشد تا روز بعد می‌باید برای انجام مراسم ببرند و برای مواردی که مصادف با آمدن برف و باران باشد، ترتیبات دیگری هست، در مواقع معمولی نعش‌کش‌ها جنازه را از روی تخته‌سنگ یا توده شن برمی‌دارند تا در تابوت آهنین بنهند.
موبدان که سخت پایبند طهارتند، هیچگاه کمتر از سه گام به جنازه نزدیک نمی‌شوند و به آن دست نمی‌زنند. هنگام بردن جسد به دخمه، مشایعت کنندگان دو نفر، دو نفر با ریسمان یا پارچه پیوند در دستشان در کنار هم قرار می‌گیرند و برای دور ماندن از نجاست سرود سروش بغ را زمزمه می‌کنند. سرانجام پس از مراسم همگی آداب طهارت مخصوص را انجام می‌دهند تا از پلیدی مرگ پاک شوند. نعش‌کش‌ها جسد را از طاقه‌ای که در دیوار، مخصوص به این کار تعبیه شده، عبور می‌دهند و بسوی برج خاموشان می‌برند. نیز علت این کار را متذکر می‌شود که با خروج جسد از در خانه، فرّه خانه با آن می‌رود.

#### تدفین جسد
در بیرون دخمه حجاب از روی صورت مرده برداشته می‌شود تا برای آخرین بار خانواده او را ببیند، سپس آن دو نفر نعش‌کش که لباس‌های سفید دارند، لباس‌های مخصوص دخمه را می‌پوشند. قفل آهنی در را باز می‌کنند و جسد را به درون می‌برند، سر را به طرف جنوب (چون شمال مقرّ دیوان است) می‌گردانند و روی یک سنگ به نام کیش قرار می‌دهند. سپس لباس‌ها را از روی جسد برمی‌دارند و او را عریان می‌کنند. لباس‌ها به دلیل نجاست باید به درون چاه وسط برج خاموشان انداخته شوند. کرکس‌ها و لاشخورها که خود را مهیا کرده‌اند، ظرف دو ساعت همه چیز را می‌خورند و تمام می‌کنند. آنگاه مأموران برج، استخوان‌ها را در داخل چاه می‌ریزند. در طی این مراسم در محلی خاص که در دخمه ساخته شده‌است، مراسمی نیز توسط خانواده متوفی انجام می‌شود و سرود سروش بغ به زمزمه خوانده می‌شود.

#### زمان سوگواری
در فصل دوازدهم وندیداد مدت سوگواری یا اوپَه‌مانَه، به‌طور کلی برای گناهکاران دو برابر ثواب‌کار اعلام شده‌است. برای فرد عادی پارسا و نیکوکار مدت سوگواری یک ماه، برای فرد گناهکار دو ماه برای رئیس و بزرگ خاندان و همسر وی شش ماه در صورت ثواب‌کار بودن و یک سال در صورت گناهکار بودن تعیین شده‌است.
به توجه به اینکه به موجب بند نهم از فرگرد نخست وندیداد، سوگواری از آفریده‌های اهریمن به‌شمار آمده‌است، فصل دوازدهم وندیداد و مطالب آن تضادهایی را از سویی با معتقدات خود مغان و از سویی دیگر با معتقدات زرتشتی و آریایی نشان می‌دهد. گلدنر در فقه اللغه ایرانی جلد دوم بر آن است که مقایسه فرگرد دوازدهم موجود با فهرستی که از وندیداد دوره ساسانی، در کتاب هشتم دینکرد آمده‌است نشان می‌دهد که فصل دوازدهم اصلی در سدهٔ نهم میلادی از بین رفته بود و فرگرد دوازدهم فعلی با زبان سستی که دارد، به خوبی تشخیص داده می‌شود که مجعول و بسیار جدید است.

## گورستان‌های باستانی
یکی از منابع مهم در جهت شناخت فرهنگ، آئین‌ها و مذاهب، بررسی تدفین‌های انجام شده در گورهای باستانی است. جامعه‌شناسی و تاریخ ادیان و فلسفهٔ مذاهب نمی‌تواند بدون توجه به آثار به‌جای مانده از اقوام باستانی که به نوعی به فلسفهٔ مرگ و نیستی و برخورد انسان نسبت بدان مربوط می‌شود به نتیجه‌گیری صحیح و بازسازی اعتقادات پیشینیان و تأثیر آن در حرکت و تحول انسان و تاریخ آن دست یازند.

### سیلک کاشان
عموماً یکی از وسایل و طرق شناخت جابه‌جا شدن اقوام، یعنی ورود قومی به منطقه‌ای کهن را می‌توان از روی تحول و دگرگونی‌ای که در طرز تدفین آشکار می‌شود، شناخت و این‌چنین روشی همراه با تحول در سیلک کاشان به چشم می‌آید. در این منطقه به نظر می‌رسد که قومی بر بومیان تسلط یافته و روش‌هایی نو به وجود آورده‌اند. این تحول عبارت از این بوده‌است که قبر یا گورها را دیگر در کف اتاق یا جاهای مختلف خانه قرار نمی‌دادند بلکه چند صد متر دورتر از محل زندگی عمومی، در گورستانی مردگان‌شان را دفن می‌کردند و این گورستان به منزلهٔ شهر مردگان محسوب می‌شد. مهاجران در گورها چیزهای مختلف می‌نهادند که سلاح‌های جنگی در درجهٔ اول اهمیت قرار داشت و از این میان کلاه‌خودهایی که از چرم ساخته می‌شد، فراوان‌تر بود. چرم‌ها اکنون پوسیده شده و از بین رفته‌اند لیکن ورقه‌های سیمین که روی آن‌ها نقوش و کنده‌کاری‌هایی شده و از اجزای تزئینی آن کلاه‌خودها بوده، باقی مانده‌است.
به کار گرفتن آهن با تناسب زمان جای را برای خود کاملاً باز کرده بود در گورهای جنگجویان، جنگ‌ابزارهایی چون سپر، خود، پیکان، خنجر، شمشیر، لگام و تزئیناتی از برای سر و سینهٔ اسب می‌نهادند. غذا و خوراک مردگان نیز از نظر دور نبوده‌است و برای این منظور از دیگ‌های بزرگ و دسته‌داری که از مفرغ ساخته می‌شد و استعمال آن نزد سکاها متداول بود، استفاده می‌کردند. زینت‌آلات سیمین و مفرغی که از لحاظ تنوع مورد توجه هستند، وضع هنری و پیشهٔ فلزکاری و جواهرسازی و زرگری آن مردم را آشکار می‌سازد. از ظروف باقی‌مانده و تنوع شکل رنگ و نقش آشکار است که هنر و پیشهٔ کوزه‌گری رواج داشته‌است. کوزه‌گران به ترکیب و تلفیق رنگ‌ها اهمیتی بسیار می‌دادند. ظروف به دست آمده از این آریایی‌های ابتدایی به رنگ‌های مختلف است.
کوزه‌گری بومیان در منطقهٔ کاشان تاریخی کهن داشته و این روش پیشین هنر نگارگری بومیان، با آمدن مهاجران متروک نشد بلکه دچار دگرگونی تکامل‌گرایانه گشت. یک وجه مشخص در این هنر نو، نوعی گریز است از زمینهٔ تهی و هنرمندان و نقش‌گران می‌کوشیده‌اند تا زمینهٔ ظروف را از نقش‌هایی مختلف پر کنند. نقش و تصویر انسان در تپه سیلک از یونان کهن‌تر و قدیم‌تر است. از سدهٔ هشتم پیش از میلاد نیم‌رخ انسان بر روی ظروف گلی به هیئت تکامل یافتهٔ آن به دست آمده‌است.
نمایاندن خورشید و پرتو آن به اشکال هندسی رواجی بسیار داشت. تصاویر بز کوهی که از دید واقع‌گرایانه دور بود، بسیار نقش می‌شد اما اسب به زودی آن را متروک و مهجور ساخت. اسب و خورشید که از نظرگاه تمامی اقوام هندواروپایی به هم مربوط بودند به آهستگی در هنر اهمیت شایانی پیدا کردند.
شکل گورها نظیر آرامگاه کورش بزرگ بوده‌است. سطح فوقانی گورها از الواحی سنگی یا از گل پخته تشکیل می‌شد به شکل شیروانی که از دو طرف شیب داشت. در این‌جا رابطه و همانندی بسیاری را مشاهده می‌کنیم میان گورسازی این مردم و شکل نُردیک (وابسته به شمال اروپا) وابسته به نژاد اسکاندیناوی و بریتانیای شمالی که بیشتر میان مهاجمان هندواروپایی رواج داشت.

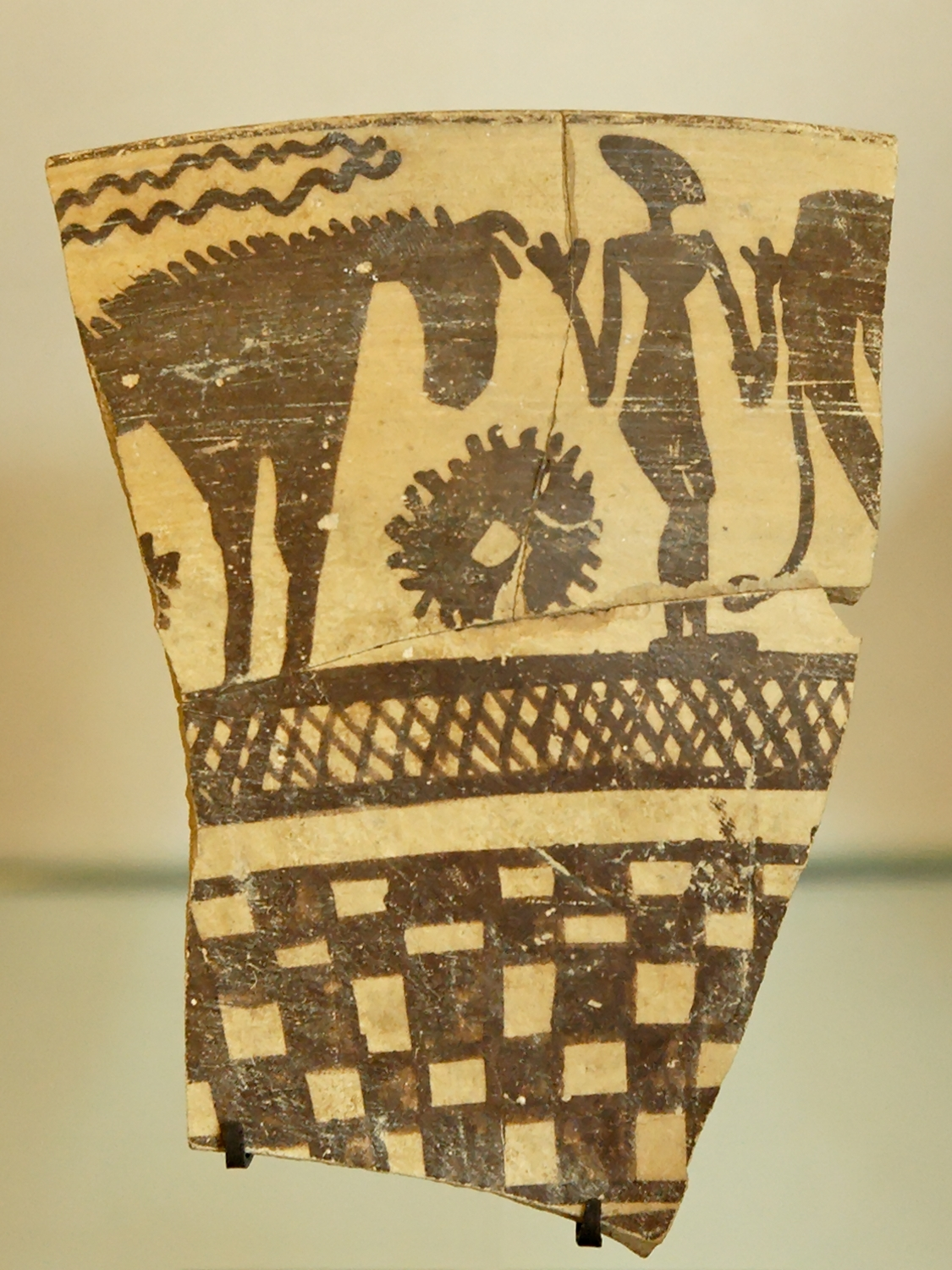
نقش و تصویر انسان و اسب
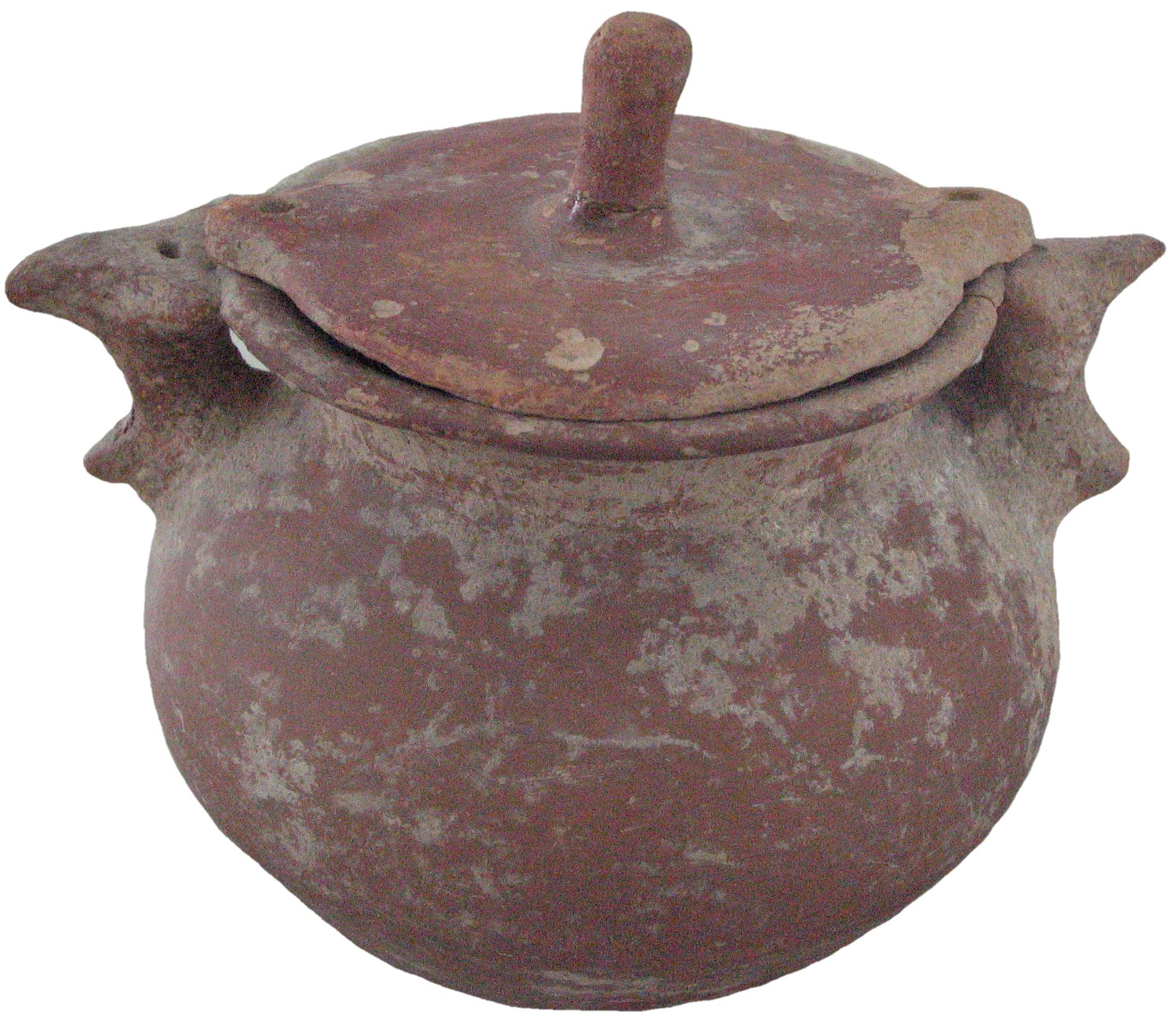
دیگ سفالی
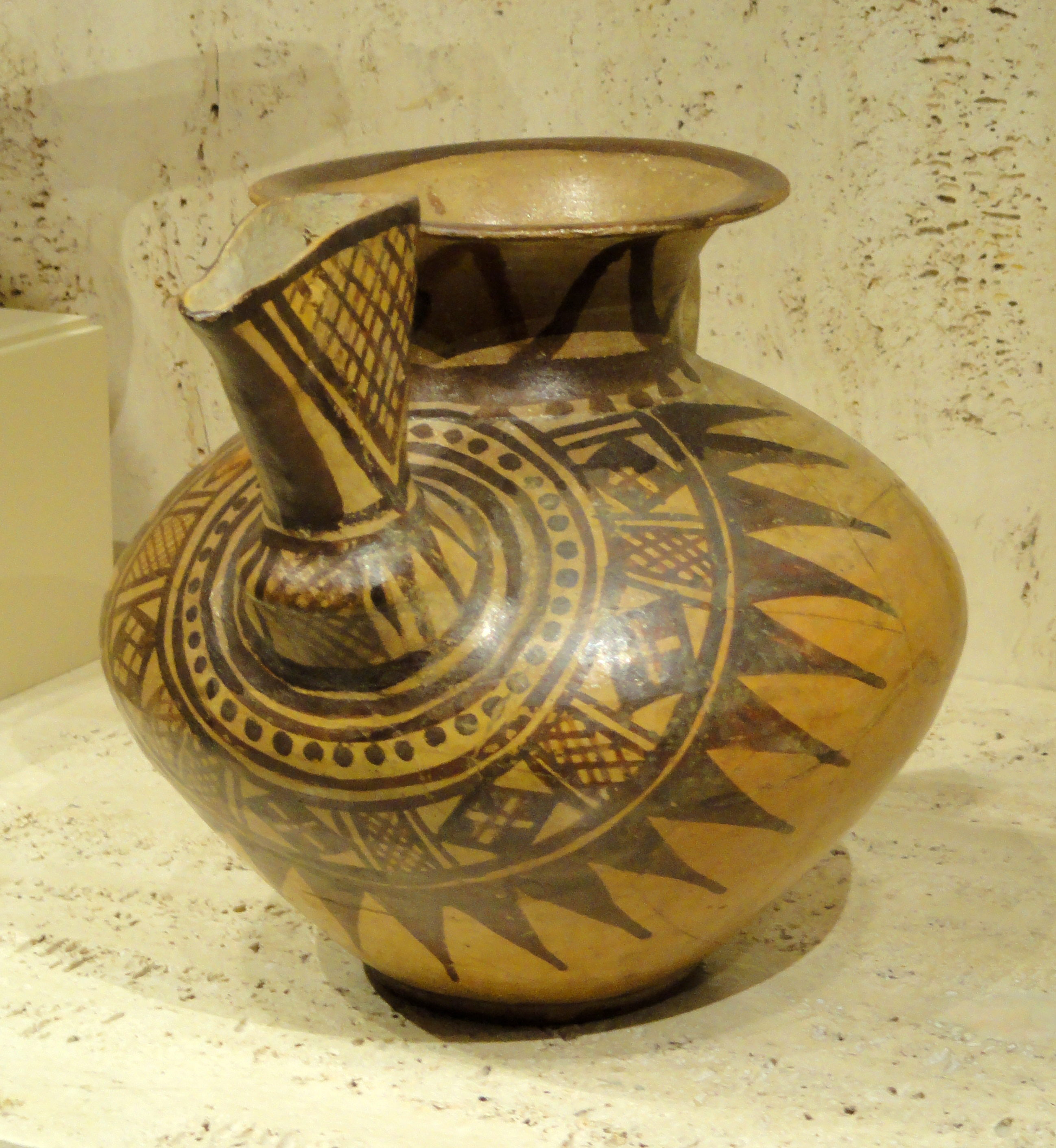
نقش خورشید
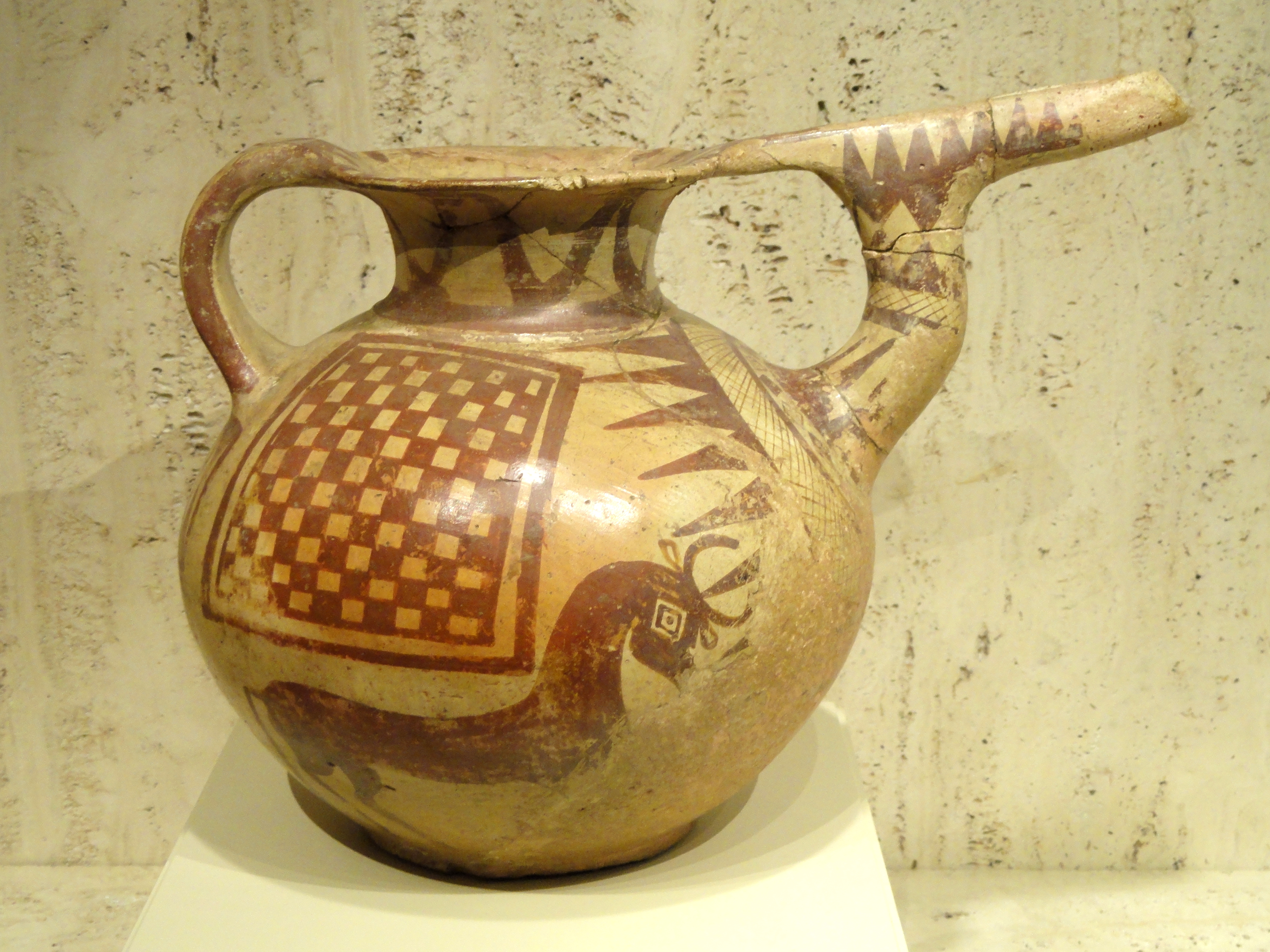
نقش خورشید

### گورستان تپه‌حصار
تپه‌حصار در جنوب شهر دامغان در استان سمنان قرار گرفته‌است. قدمت تمدن پیش از تاریخ این تپه از هزارهٔ چهارم تا هزارهٔ اول پیش از میلاد می‌رسد. در تپهٔ حصار سه طبقهٔ متمایز مربوط به دوران پیش از تاریخ تشخیص داده شد که هر کدام از این سه طبقه نیز به تقسیمات کوچک‌تری طبقه‌بندی شده‌اند. در مناطق قدیمی‌تر طبق آمار بیشتر مردگان به جانب مشرق یعنی مقابل طلوع آفتاب خوابانده شده‌اند و این نشان‌دهندهٔ این است که خورشید یکی از خدایان مهم این مردم به‌شمار می‌رفته‌است.

### گورستان پارتی
گورستان پارتی همدان در شهر همدان بر روی تپه‌ای طبیعی واقع شده که مجسمهٔ سنگ شیر در بلندترین نقطهٔ جنوب غربی آن قرار دارد. از دوران پیش از اسلام چندین نوع تدفین در آن دیده می‌شود.
- جسد مرده به پشت و تاقباز خوابانده شده و تدفین بدون تابوت بوده‌است.
- جسد مرده به حالت جمع شده و نه به صورت الزاماً جنینی دفن شده و تدفین بدون تابوت است. از نظر زمانی به دورهٔ پادشاهی اردشیر دوم نسبت داده شده‌اند.
- جسد در یک تابوت سفالی به شکل یک قایق به پشت خوابانده شده‌است. بر اساس سکه‌هایی که یافت شده، از نظر زمانی اشکانیان و به دورهٔ پادشاهی مهرداد اول و فرهاد دوم نسبت داده شده‌اند.
- جسد در تابوتی که از چندین خمرهٔ سفالین به هم چسبیده تشکیل شده، به پشت خوابانده شده‌است.[۳۰]

## نگارخانه

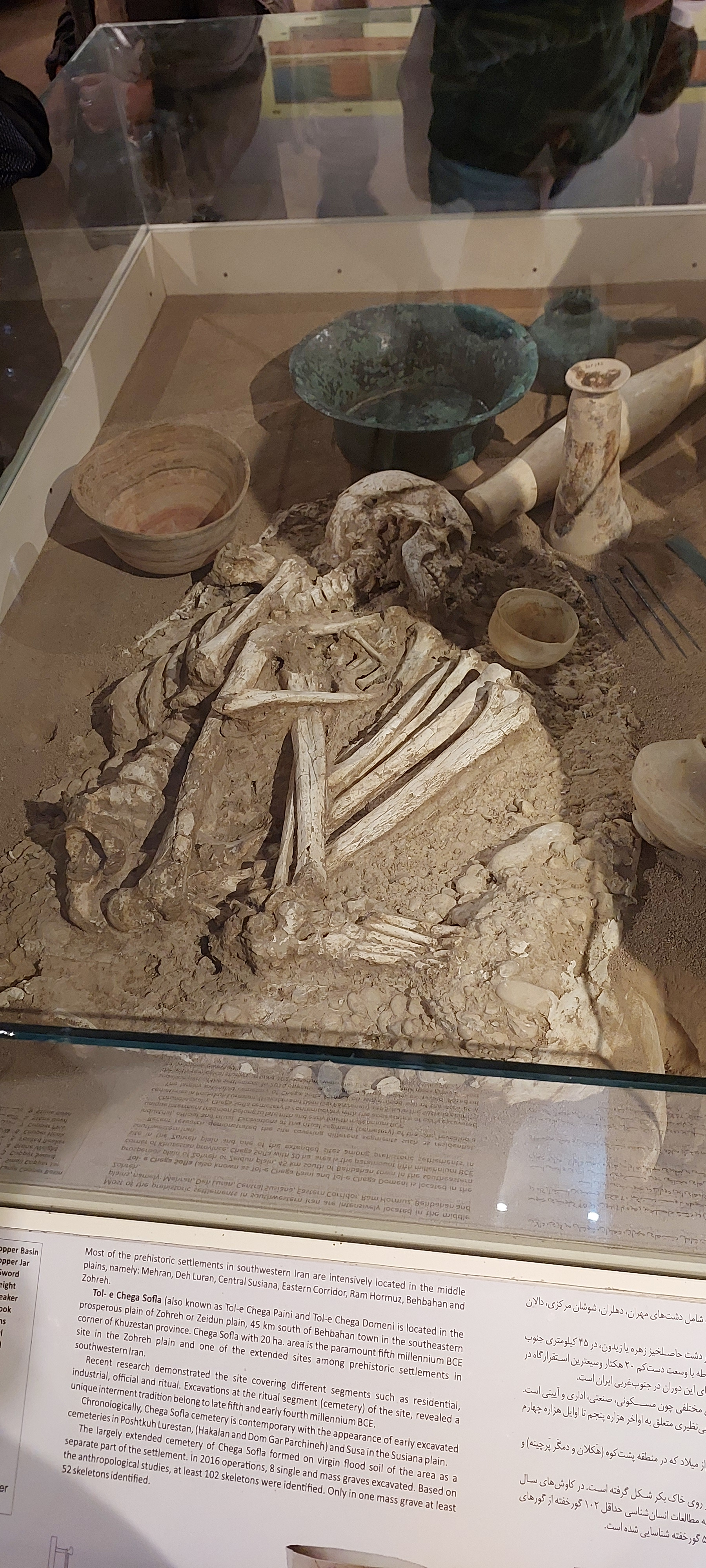
بقای جسد یک زن که در ایران باستان به صورت جنینی به خاکسپرده شده است و در موزه کاخ آپادانا در شوش نگهداری می شود
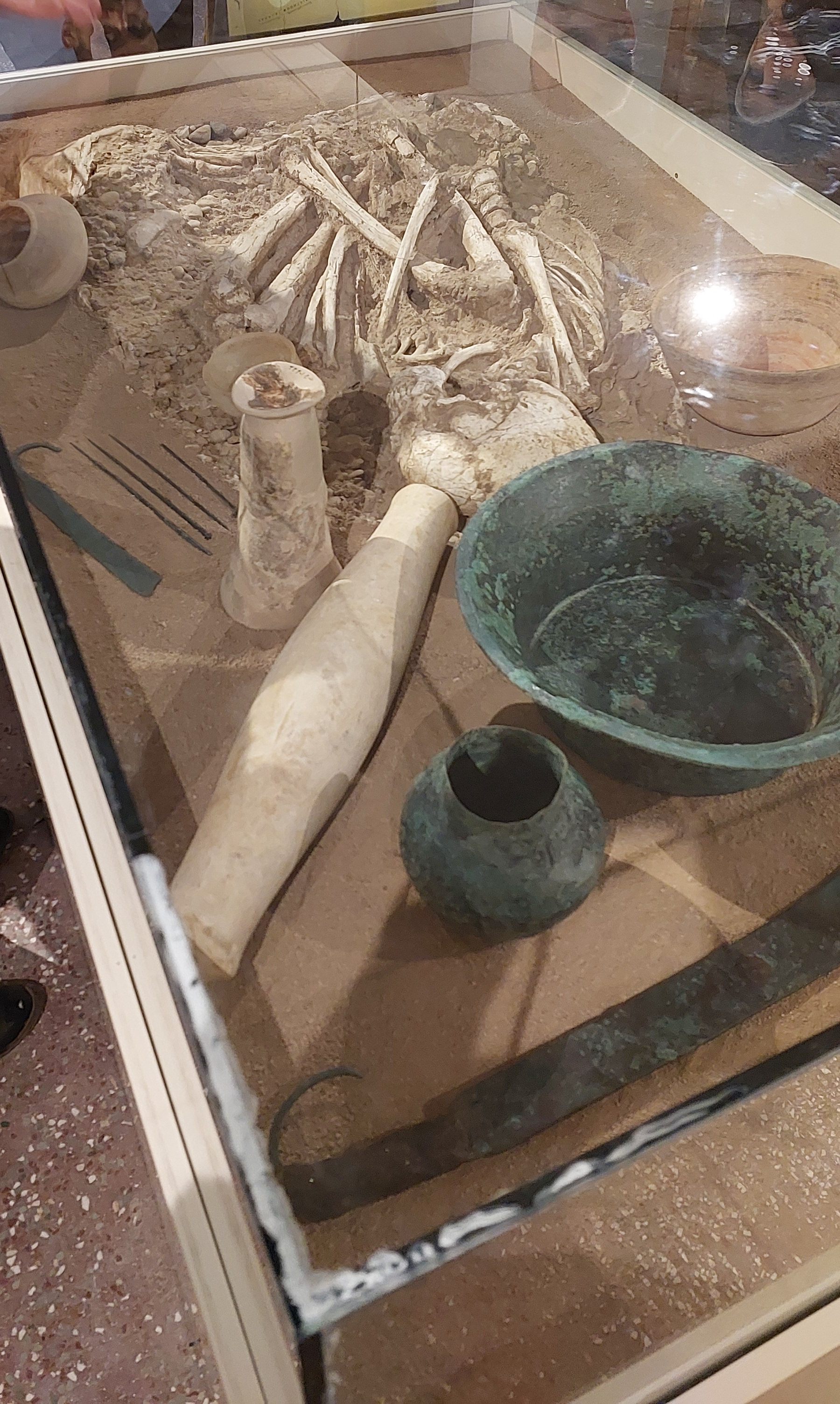
بقای جسد یک زن که در ایران باستان به صورت جنینی به خاکسپرده شده است و در موزه کاخ آپادانا در شوش نگهداری می شود